# تيخون بطريرك موسكو
تيخون بطريرك موسكو (بالروسية: Тихон) وإسمه الحقيقي فاسيلي إيفانوفيتش بيلافين (بالروسية: Василий Иванович Беллавин) هو بطريرك موسكو وروسيا ال11 للكنيسة الروسية الأرثوذكسية ولد في سنة 1865، يعتبر قديس في الكنيسة الأرذثوكسية حيث تولى قيادتها أثناء فترة اضطهاد المسيحيين في الاتحاد السوفيتي من قبل لينين وستالين، من سنة 1917 إلى سنة 1925، وقد توفي في يوم 25 أبريل 1925 ويعتقد أن وفاته كان مدبر من المخابرات السوفيتية.